# 131 Eskadra IAF

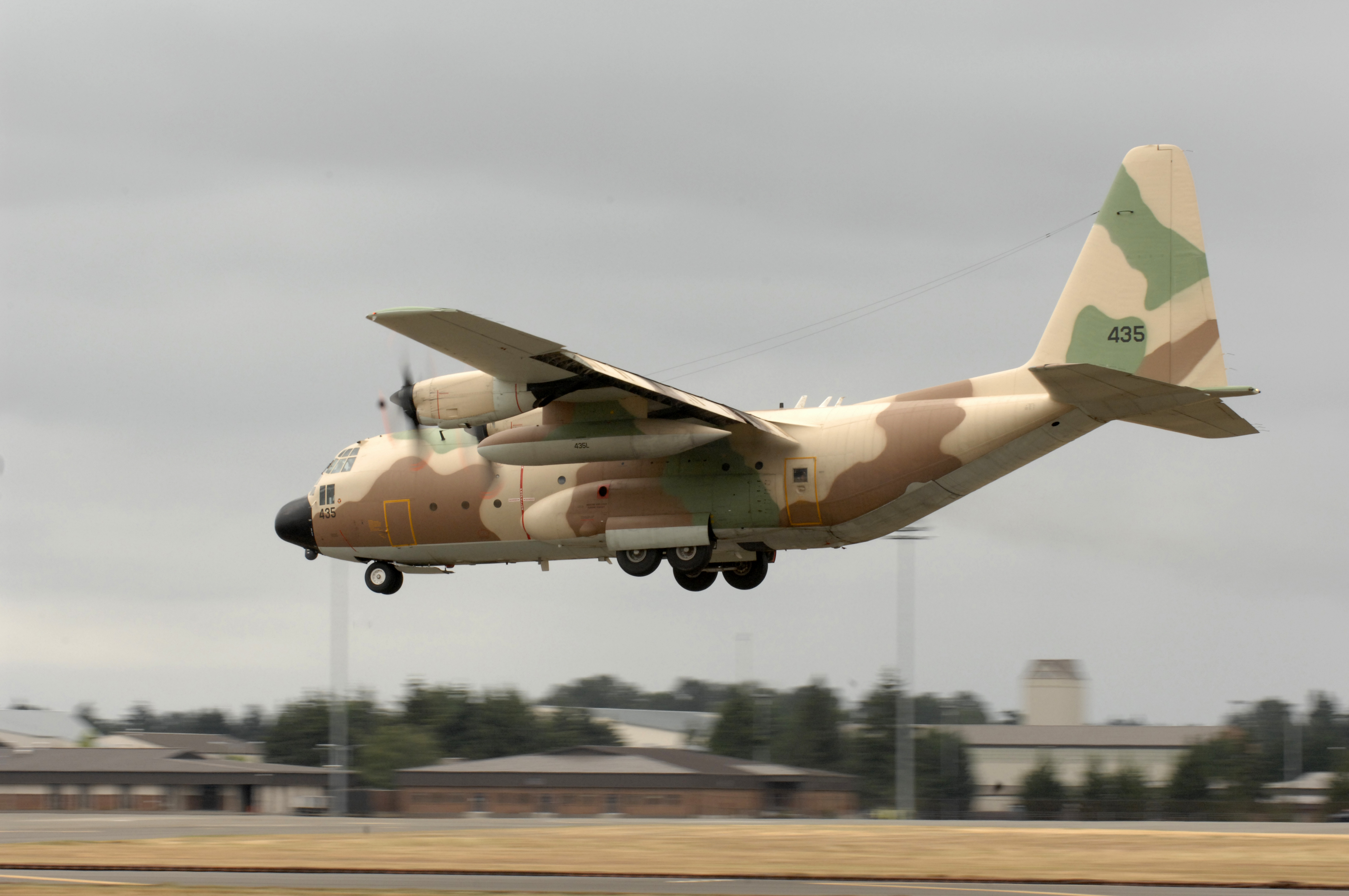
C-130 Hercules

131 Eskadra (Żółty Ptak) – ciężka transportowa eskadra Sił Powietrznych Izraela, bazująca w Newatim w Izraelu.

## Historia
Eskadra została sformowana w październiku 1973 i składała się z 12 samolotów transportowych C-130E Hercules, do których dołączyły samoloty transportowe w wersji C-130H Hercules i 2 latające cysterny KC-130H Hercules. 
4 lipca 1976 samoloty ze 131 Eskadry przeprowadziły jedną z najbardziej niebezpiecznych misji. Samoloty transportowe C-130 Hercules eskortowane przez myśliwce F-4 Phantom przewiozły izraelskich komandosów do portu lotniczego Entebee w Ugandzie, gdzie odbito z rąk terrorystów zakładników porwanego francuskiego samolotu Airbus A300 linii Air France (248 pasażerów na pokładzie) lecącego z Aten do Paryża. Była to Operacja Entebbe.
25 sierpnia 2008 wszystkie samoloty transportowe i latające cysterny zostały przeniesione z bazy lotniczej Lod do Newatim.

## Wyposażenie
Na wyposażeniu 131 Eskadry znajdują się następujące samoloty:
- samoloty transportowe C-130 Hercules,
- latające cysterny KC-130H Hercules.